# Campionat d'Europa de Pitch and Putt 2001
{| class="toccolours" style="float: right; margin: 0 0 1em 1em; font-size: 90%;"
|colspan=2 style="background: #66bb33; text-align: center;" | II Campionat d'Europa · Pitch and putt
- Catalunya 2001 -
|-
|colspan=2 style="text-align: center;"|
|- style="vertical-align:top;"
|colspan=2|
|- style="vertical-align:top;"
| Equips
| 6
|- style="vertical-align:top;"
| Seu
|  Lloret de Mar
|- style="vertical-align:top;"
| Data
| 3 al 5 de maig de 2001
|- style="vertical-align:top;"
| Podium
• Campions
• Finalistes
• Tercers
• Quarts
|
 Irlanda
 Catalunya
 Itàlia
 França

|}
El Campionat d'Europa de Pitch and Putt disputat l'any 2001 a Lloret (Catalunya) sota les directrius de l'Associació Europea de Pitch and Putt (EPPA) va comptar amb la participació de 6 seleccions nacionals.

## Fase de qualificació
| Qualificació 36 forats |     |
| Irlanda                | 504 |
| Catalunya              | 513 |
| Països Baixos          | 584 |
| Gran Bretanya          | 601 |
| Itàlia                 | 604 |
| França                 | 606 |

## Fase de grups
| Grup A                                |               |         |
| Irlanda                               | França        | 5-1     |
| França                                | Gran Bretanya | 4-2     |
| Irlanda                               | Gran Bretanya | 5,5-0,5 |
| 1. Irlanda 2. França 3. Gran Bretanya |               |         |

| Grup B                                  |               |         |
| Catalunya                               | Itàlia        | 6-0     |
| Itàlia                                  | Països Baixos | 3,5-2,5 |
| Catalunya                               | Països Baixos | 6-0     |
| 1. Catalunya 2. Itàlia 3. Països Baixos |               |         |

## Fase final
| Finals    |               |               |         |
| 5-6 llocs | Països Baixos | Gran Bretanya | 5,5-3,5 |
| 3-4 llocs | Itàlia        | França        | 6,5-2,5 |
| Final     | Irlanda       | Catalunya     | 6-3     |

## Classificació final
1. Irlanda
2. Catalunya
3. Itàlia
4. França
5. Països Baixos
6. Gran Bretanya